# Thomas Saisi
Thomas Saisi (West Pokot, Bonde la Ufa, 19 juli 1945 - Kapenguria, 31 maart 2021) was een Keniaanse atleet, die was gespecialiseerd op de 800 meter. Hij nam tweemaal deel aan de Olympische Spelen.

## Biografie
Op de Olympische Spelen van Mexico-Stad in 1968 behaalde hij een achtste plaats op de 800 meter in een tijd van 1.47,5 minuten.
Saisi won goud op de 4x400 m estafette op de Gemenebestspelen in 1970. In september 1970 liep hij een wereldrecord op de 4 x 880 yard estafette met het Keniaanse team bestaande uit Hezahiah Nyamau, Naftali Bon, Robert Ouko en Saisi in 7.11,6 minuten.

## Persoonlijke records
| Onderdeel | Prestatie | Datum            | Plaats  |
| --------- | --------- | ---------------- | ------- |
| 800 m     | 1.46,3    | 5 september 1971 | München |